# جامعة أذربيجان التقنية
«جامعة أذربيجان التقنية» هي جامعة حكومية، مختصّة في الهندسة التطبيقية، تقع في باكو عاصمة أذربيجان. أسّستها حكومة جمهورية أذربيجان الاشتراكية السوفيتية عام 1950. تضمّ الجامعة 9 كليات و53 قسماً، وحوالي 1100 عضو، منهم 70 بروفيسوراً وحوالي 6500 طالب.

## التاريخ
في 14 نوفمبر، 1920، قررت حكومة الاتحاد السوفيتي إغلاق المدرسة التقنية السابقة بوليتيكنيك باكو واستبدالها بـ «معهد باكو للفنون التطبيقية». ركزت المدرسة الجديدة على تدريب المهندسين في قطاعات [[صناعة الخدمات كالزراعة والهندسة المدنية ووالكهروميكانيكا والاقتصاد) والنفط. عام 1923، غيّرت المدرسة اسمها إلى معهد بوليتكنيك أذربيجان. في مارس 1929، قرر الحزب الشيوعي الأذربيجاني تقسيم المدرسة إلى ثلاث مدارس مستقلة تشمل قطاعات الزراعة والاقتصاد والنفط.
مع ذلك، أدى الطلب المتزايد على المهندسين في مناطق أخرى خارج مناطق البترول إلى توسيع المنهج الدراسي، وتغيّر اسم المدرسة مرة أخرى عام 1934، إلى «معهد أذربيجان الصناعي»، وذلك بسبب دمج منهج الهندسة المدنية. سببت الحرب العالمية الثانية ضغطاً هائلاً على الاتحاد السوفيتي، وحاولت مدارس عديدة كالمعهد البقاء مفتوحة.
عام 1950، أنشأت الحكومة معهداً جديداً باسم «معهد بوليتيكنيك أذربيجان»، وخصصت منهاجاً غير معني بمنهاج البتروكيمياويات، حتى يبقى تركيز المعهد الصناعي على الصناعات النفطية. عام 1970، تأسس فرع من المعهد في كنجه.
عام 1993، بعد عامين من تفكك الاتحاد السوفيتي واستقلال أذربيجان، تغيّر وضع المعهد ليصبح "جامعة أذربيجان التقنية..

## الكليات
- هندسة كهربائية وهندسة الطاقة.

- نقل

- الآلات التقنية

- المعدات الخاصة والتقنيات

- هندسة الراديو والاتصالات

- علم الفلزات

- بناء الآلات

- إدارة الأعمال الهندسية

## صفحات ذات علاقة
- بوليتكنيك باكو
- قائمة الجامعات في باكو

## مواقع أخرى
- الموقع الرسمي (بالأذرية، الروسية، والإنجليزية)